# Marie Boas Hall
Marie Boas Hall (* 18. Oktober 1919 als Marie Boas; † 23. Februar 2009) war eine britische Wissenschaftshistorikerin.

## Leben
Marie Boas wuchs in Neuengland als Tochter von zwei Englisch-Professoren auf und studierte 1936 bis 1940 am Radcliffe College Chemie. Ab 1944 war sie am MIT-Radiation Laboratory, an dem sie mit Henry Guerlac an der Geschichte der Radarforschung des Labors während des Kriegs schrieb. 1949 promovierte sie an der Cornell University bei Guerlac in Wissenschaftsgeschichte (mit einer Arbeit über Robert Boyle, die 1952 in Osiris erschien). Danach war sie unter anderem an der Brandeis University. 1951 ging sie nach Cambridge, um die Papiere von Robert Boyle zu studieren und traf dort Rupert Hall, den sie nach der gemeinsamen Rückkehr in die USA 1959 heiratete. Ab 1957 waren beide an der University of California, Los Angeles, ab 1961 an der Indiana University und ab 1963 am Imperial College in London, wo sie bis zu ihrer Emeritierung 1980 blieben. Sie starb 18 Tage nach dem Tod ihres Mannes Rupert Hall. Sie wohnte mit ihrem Mann in Tackley bei Oxford.
Marie Boas Hall beschäftigte sich vor allem mit der „Wissenschaftlichen Revolution“ in der frühen Neuzeit und im Barock, speziell mit der Geschichte der Royal Society und Robert Boyle. Sie gab Schriften von Boyle neu heraus und schrieb seine Biographie im Dictionary of Scientific Biography (1970).
Mit ihrem Mann Rupert Hall gab sie 1962 unveröffentlichte Arbeiten von Isaac Newton heraus und den Briefwechsel von Henry Oldenbourg, dem ersten Sekretär der Royal Society in London, dessen Biographie sie auch schrieb. Mit ihrem Mann Rupert Hall gab sie eine Faksimile-Ausgabe der Geschichte der Royal Society aus dem 18. Jahrhundert (1756/7) von Thomas Birch neu heraus.
1955 wurde sie in die American Academy of Arts and Sciences gewählt. 1981 erhielt sie mit ihrem Mann die George-Sarton-Medaille. 1994 wurde sie Fellow der British Academy.

## Schriften
- Henry Oldenbourg – shaping the Royal Society. Oxford University Press 2002
- Die Renaissance der Naturwissenschaften 1450-1630. Das Zeitalter des Kopernikus. Gütersloh 1965, Greno, Nördlingen 1988 (englisch: The scientific Renaissance. Collins, London 1962)
- All scientists now. The Royal Society in the 19. Century. Cambridge University Press, 1984
- Promoting experimental learning: Experiment and the Royal Society 1660–1727. Cambridge University Pressm 1991
- Robert Boyle and 17. Century chemistry. Cambridge 1958, New York 1968